# يوم ما اتقابلنا (فلم)
يوم ما اتقابلنا فيلم مصري إنتاج عام 2009.

## ملخص الأحداث
تدور أحداث الفيلم حول (يوسف) من الطبقة المتوسطة ويسكن في حي شعبي ولكنه يعشق التمثيل الذي عمل به ثم أصبح ممثلا مشهوراً، وعندما يعود إلي الحارة لزيارة أسرته يلتقي مع حبه القديم، ويسترجع الذكريات الجميلة.

## الممثلون
- محمود حميدة
- لبلبة
- علا غانم
- أحمد عزمي
- غادة إبراهيم
- راندا البحيري
- ميرنا المهندس
- محمد نجاتي
- إنعام سالوسة
- سيف عبد الرحمن
- عبد الله مشرف
- سلوى عثمان
- علاء زينهم
- أحمد سامي عبد الله
- هادي خفاجة

## روابط خارجية
- مقالات تستعمل روابط فنية بلا صلة مع ويكي بيانات